# Direção dos Serviços do Ensino Superior
Direcção dos Serviços do Ensino Superior (DSES) (em chinês:高等教育局) é um serviço público dotado de autonomia administrativa, da área dos Assuntos Sociais e Cultura, da Região Administrativo Especial de Macau (RAEM), que está responsável pelo apoio, acompanhamento e desenvolvimento do ensino superior da  RAEM. Em 2021, tem lugar à fusão entre a Direcção dos Serivços do Ensino Superior e a Direcção dos Serviços de Educação e Juventude. 

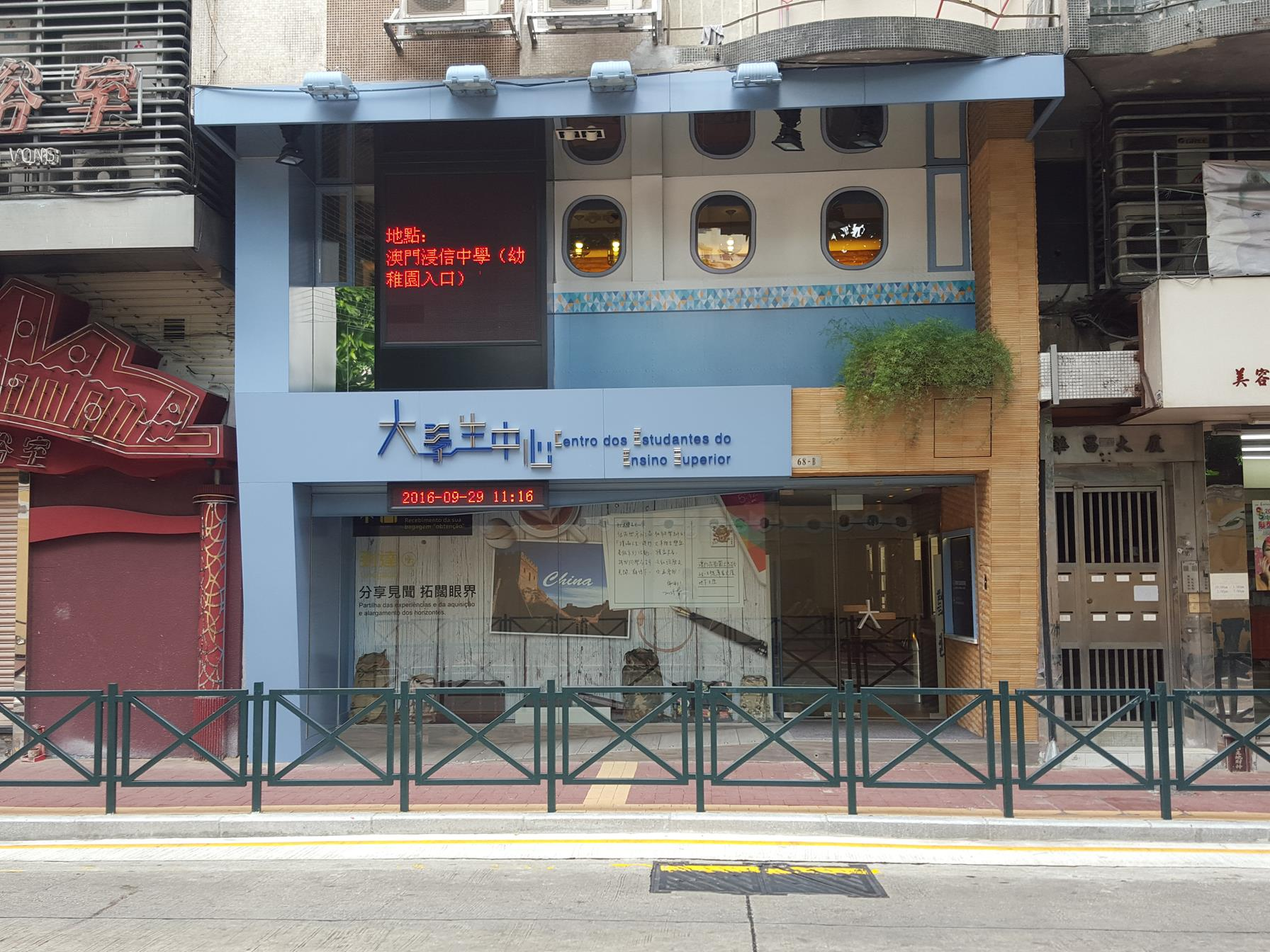
Centro dos Estudantes do Ensino Superior criado pela DSES

## Atribuições
- Estudar, propor e promover as políticas públicas para o ensino superior da RAEM e as medidas do regime do ensino superior, bem como avaliar os resultados da respectiva execução;
- Conceber e propor estratégias para o desenvolvimento e internacionalização do ensino superior da RAEM, através de acções de planeamento e de estudos sobre a modernização e diversificação do ensino superior, tendo em conta a sua inserção no contexto local, regional e internacional;
- Promover o desenvolvimento do ensino superior da RAEM, contribuindo para a melhoria da qualidade das actividades académicas, para o aumento do nível científico e pedagógico e de investigação do ensino superior e para o aperfeiçoamento permanente da qualidade dos seus cursos;
- Promover e acompanhar a implementação dos mecanismos de garantia da qualidade do ensino superior da RAEM;
- Preparar as acções de suporte à tomada de decisão do Governo em matérias relativas às instituições de ensino superior, nomeadamente, sobre criação, reconhecimento, estatutos, organização, funcionamento e encerramento de instituições de ensino superior privadas, bem como instruir e dar parecer sobre a criação, reconhecimento, início de funcionamento, alteração, suspensão e extinção de cursos do ensino superior;
- Colaborar na avaliação de desempenho das instituições de ensino superior, acompanhando, de forma permanente e sistemática, a respectiva gestão financeira, patrimonial e de recursos humanos necessária à execução da política definida para o ensino superior;
- Prestar apoio técnico e administrativo, nomeadamente através da definição e divulgação de critérios ou orientações no âmbito da verificação de habilitações académicas do ensino superior;
- Apoiar o funcionamento das instituições de ensino superior, propondo medidas e procedimentos administrativos ou técnico-pedagógicos que se mostrem adequados ao desenvolvimento do ensino superior e ao regular funcionamento dessas instituições;
- Propor formas específicas de apoio a instituições de ensino superior privadas e acompanhar o seu funcionamento;
- Participar, coordenar ou apoiar seminários ou acções de formação em matérias respeitantes ao ensino superior promovidas por instituições de ensino superior da RAEM ou sediadas no exterior e fomentar o aumento da qualidade do pessoal que exerce funções pedagógicas no ensino superior ou de investigação científica;
- Promover o acesso ao ensino superior por parte de estudantes que concluíram os estudos secundários e dos cidadãos que pretendam melhorar as suas qualificações escolares ou académicas e desenvolver uma aprendizagem de nível superior;
- Realizar estudos de identificação das áreas de maior necessidade de formação de quadros qualificados e divulgar informação sobre a empregabilidade e a inserção profissional dos diplomados pelo ensino superior;
- Promover e apoiar a mobilidade dos estudantes das instituições do ensino superior;
- Coordenar formas de cooperação local, regional e internacional no domínio do ensino superior, incentivar e apoiar o intercâmbio cultural, científico e tecnológico e promover a celebração de acordos e protocolos entre a RAEM e instituições ou entidades públicas ou privadas, locais ou do exterior;
- Promover a interacção entre as actividades de ensino e de investigação e prestar serviços especializados à comunidade local, estabelecendo com esta uma relação de reciprocidade na troca de experiências e de entreajuda;
- Colaborar na promoção de actividades culturais no âmbito do ensino superior;
- Efectuar e manter actualizados os registos relativos aos cursos de ensino superior, bem como o registo das instituições de ensino superior privadas para efeitos de emissão do alvará;
- Organizar e manter actualizadas as bases de dados do pessoal docente e não docente, dos estudantes e dos planos curriculares das instituições de ensino superior, bem como da actividade do reconhecimento das habilitações académicas de nível superior e proceder ao respectivo tratamento estatístico;
- Promover e apoiar a publicação de textos didácticos e científicos;
- Assegurar e coordenar as relações com os meios de comunicação social e com a população em tudo o que respeite às políticas, medidas e actividades da DSES no domínio do ensino superior;
- Promover a imagem da qualidade do ensino superior da RAEM no exterior, bem como divulgar a acção da DSES no desenvolvimento e garantia de qualidade do ensino superior da RAEM;
- Providenciar e manter condições adequadas à existência de mecanismos para prestação de informações e aconselhamento aos estudantes das instituições do ensino superior, bem como de instalações, infra-estruturas e outros equipamentos de apoio académico, socioculturais e recreativos, nomeadamente, bibliotecas e salas de leitura, salas de estudo, cantinas, meios informáticos e instrumentos multimédia;
- Prestar apoio técnico e administrativo aos conselhos, comissões ou outras entidades que funcionem junto da DSES ou na sua dependência;
- Prosseguir as demais atribuições que legalmente lhe sejam conferidas.

## Legislação
- Regulamento Administrativo n.º 1/2019[1]
  - Organização e funcionamento da Direcção dos Serviços do Ensino Superior
- Regulamento Administrativo n.º 19/2018[2]
  - Regime do sistema de créditos no ensino superior
- Regulamento Administrativo n.º 18/2018 [3]
  - Estatuto do ensino superior
- Regulamento Administrativo n.º 17/2018[4]
  - Regime de avaliação da qualidade do ensino superior
- Regulamento Administrativo n.º 16/2018[5]
  - Fundo do Ensino Superior
- Regulamento Administrativo n.º 15/2018 [6]
  - O Conselho do Ensino Superior.
- Lei n.º 10/2017 [7]
  - Regime do ensino superior.
- Regulamento Administrativo n.º 6/2016 [8]
  - Alteração ao Decreto-Lei n.º 11/98/M, de 6 de Abril, que cria o Gabinete de Apoio ao Ensino Superior.
- Decreto-Lei n.º 15/94/M, de 28 de Fevereiro [9]
  - Regula as formas de obtenção dos graus de mestre e de doutor na Universidade de Macau
- Lei n.º 1/2006 [10]
  - Regime Jurídico da Universidade de Macau
- Regulamento Administrativo n.º 26/2003 [11]
  - Regulamenta a verificação de habilitações académicas,
- Decreto-Lei n.º 41/99/M, de 16 de Agosto [12]
  - Regime de autorização para o exercício de actividades de ensino superior por instituições sediadas fora do território de Macau
- Decreto-Lei n.º 11/98/M, de 6 de Abril [13]
  - Criação do Gabinete de Apoio ao Ensino Superior
- Decreto-Lei n.º 8/92/M, de 10 de Fevereiro [14]
  - Redacção sobre o Regime do Ensino Superior
- Decreto-Lei n.º 11/91/M, de 4 de Fevereiro [15]
  - Regime do Ensino Superior

## Estrutura orgânica
|  |  |  |  |  |  |                                                     |                                                     |                                                     |                                                     |                                                                 |                                                                 |                                                                 |                                                                 |                                                                 |                                                                 |                                  |                                  |                                  |                                  |  |  |  |  |  |  |  |  |  |  |                                                                     |                                                                     |                                                                     |                                                                     |                                                                     |                                                                     |                                                                |                                                                |                                                                |                                                                |                                          |                                          |                                          |                                          |  |  |  |  |  |  |  |  |  |  |  |  |  |  | Director                                                             |                                                                      |                                                                      |                                                                      |                                                                      |                                                                      |  |  |  |  |                                |                                |                                |                                |                                |                                |  |  |  |  |  |  |  |  |  |  |  |  |  |  |                                     |                                     |                                     |                                     |                                     |                                     |  |  |  |  |  |  |  |  |                        |                        |                        |                        |                        |                        |  |  |  |  |  |  |  |  |  |  |                                            |                                            |                                            |                                            |                                            |                                            |  |  |  |  |  |  |  |  |  |  |  |  |
|  |  |  |  |  |  |                                                     |                                                     |                                                     |                                                     |                                                                 |                                                                 |                                                                 |                                                                 |                                                                 |                                                                 |                                  |                                  |                                  |                                  |  |  |  |  |  |  |  |  |  |  |                                                                     |                                                                     |                                                                     |                                                                     |                                                                     |                                                                     |                                                                |                                                                |                                                                |                                                                |                                          |                                          |                                          |                                          |  |  |  |  |  |  |  |  |  |  |  |  |  |  |                                                                      |                                                                      |                                                                      |                                                                      |                                                                      |                                                                      |  |  |  |  |                                |                                |                                |                                |                                |                                |  |  |  |  |  |  |  |  |  |  |  |  |  |  |                                     |                                     |                                     |                                     |                                     |                                     |  |  |  |  |  |  |  |  |                        |                        |                        |                        |                        |                        |  |  |  |  |  |  |  |  |  |  |                                            |                                            |                                            |                                            |                                            |                                            |  |  |  |  |  |  |  |  |  |  |  |  |
|  |  |  |  |  |  |                                                     |                                                     |                                                     |                                                     |                                                                 |                                                                 |                                                                 |                                                                 |                                                                 |                                                                 |                                  |                                  |                                  |                                  |  |  |  |  |  |  |  |  |  |  |                                                                     |                                                                     |                                                                     |                                                                     |                                                                     |                                                                     |                                                                |                                                                |                                                                |                                                                |                                          |                                          |                                          |                                          |  |  |  |  |  |  |  |  |  |  |  |  |  |  | Subdirectores                                                        |                                                                      |                                                                      |                                                                      |                                                                      |                                                                      |  |  |  |  |                                |                                |                                |                                |                                |                                |  |  |  |  |  |  |  |  |  |  |  |  |  |  |                                     |                                     |                                     |                                     |                                     |                                     |  |  |  |  |  |  |  |  |                        |                        |                        |                        |                        |                        |  |  |  |  |  |  |  |  |  |  |                                            |                                            |                                            |                                            |                                            |                                            |  |  |  |  |  |  |  |  |  |  |  |  |
|  |  |  |  |  |  |                                                     |                                                     |                                                     |                                                     |                                                                 |                                                                 |                                                                 |                                                                 |                                                                 |                                                                 |                                  |                                  |                                  |                                  |  |  |  |  |  |  |  |  |  |  |                                                                     |                                                                     |                                                                     |                                                                     |                                                                     |                                                                     |                                                                |                                                                |                                                                |                                                                |                                          |                                          |                                          |                                          |  |  |  |  |  |  |  |  |  |  |  |  |  |  |                                                                      |                                                                      |                                                                      |                                                                      |                                                                      |                                                                      |  |  |  |  |                                |                                |                                |                                |                                |                                |  |  |  |  |  |  |  |  |  |  |  |  |  |  |                                     |                                     |                                     |                                     |                                     |                                     |  |  |  |  |  |  |  |  |                        |                        |                        |                        |                        |                        |  |  |  |  |  |  |  |  |  |  |                                            |                                            |                                            |                                            |                                            |                                            |  |  |  |  |  |  |  |  |  |  |  |  |
|  |  |  |  |  |  |                                                     |                                                     |                                                     |                                                     |                                                                 |                                                                 |                                                                 |                                                                 |                                                                 |                                                                 |                                  |                                  |                                  |                                  |  |  |  |  |  |  |  |  |  |  |                                                                     |                                                                     |                                                                     |                                                                     |                                                                     |                                                                     |                                                                |                                                                |                                                                |                                                                |                                          |                                          |                                          |                                          |  |  |  |  |  |  |  |  |  |  |  |  |  |  |                                                                      |                                                                      |                                                                      |                                                                      |                                                                      |                                                                      |  |  |  |  |                                |                                |                                |                                |                                |                                |  |  |  |  |  |  |  |  |  |  |  |  |  |  |                                     |                                     |                                     |                                     |                                     |                                     |  |  |  |  |  |  |  |  |                        |                        |                        |                        |                        |                        |  |  |  |  |  |  |  |  |  |  |                                            |                                            |                                            |                                            |                                            |                                            |  |  |  |  |  |  |  |  |  |  |  |  |
|  |  |  |  |  |  |                                                     |                                                     |                                                     |                                                     | Departamento de Coordenação das Instituições do Ensino Superior | Departamento de Coordenação das Instituições do Ensino Superior | Departamento de Coordenação das Instituições do Ensino Superior | Departamento de Coordenação das Instituições do Ensino Superior | Departamento de Coordenação das Instituições do Ensino Superior | Departamento de Coordenação das Instituições do Ensino Superior |                                  |                                  |                                  |                                  |  |  |  |  |  |  |  |  |  |  |                                                                     |                                                                     |                                                                     |                                                                     | Departamento de Estudantes das Instituições do Ensino Superior      | Departamento de Estudantes das Instituições do Ensino Superior      | Departamento de Estudantes das Instituições do Ensino Superior | Departamento de Estudantes das Instituições do Ensino Superior | Departamento de Estudantes das Instituições do Ensino Superior | Departamento de Estudantes das Instituições do Ensino Superior |                                          |                                          |                                          |                                          |  |  |  |  |  |  |  |  |  |  |  |  |  |  | Departamento de Cooperação, Ciências e Tecnologia do Ensino Superior | Departamento de Cooperação, Ciências e Tecnologia do Ensino Superior | Departamento de Cooperação, Ciências e Tecnologia do Ensino Superior | Departamento de Cooperação, Ciências e Tecnologia do Ensino Superior | Departamento de Cooperação, Ciências e Tecnologia do Ensino Superior | Departamento de Cooperação, Ciências e Tecnologia do Ensino Superior |  |  |  |  |                                |                                |                                |                                |                                |                                |  |  |  |  |  |  |  |  |  |  |  |  |  |  | Departamento de Assuntos Genéricos  | Departamento de Assuntos Genéricos  | Departamento de Assuntos Genéricos  | Departamento de Assuntos Genéricos  | Departamento de Assuntos Genéricos  | Departamento de Assuntos Genéricos  |  |  |  |  |  |  |  |  |                        |                        |                        |                        |                        |                        |  |  |  |  |  |  |  |  |  |  | Divisão de Recursos e Acção Social Escolar | Divisão de Recursos e Acção Social Escolar | Divisão de Recursos e Acção Social Escolar | Divisão de Recursos e Acção Social Escolar | Divisão de Recursos e Acção Social Escolar | Divisão de Recursos e Acção Social Escolar |  |  |  |  |  |  |  |  |  |  |  |  |
|  |  |  |  |  |  |                                                     |                                                     |                                                     |                                                     | Departamento de Coordenação das Instituições do Ensino Superior | Departamento de Coordenação das Instituições do Ensino Superior | Departamento de Coordenação das Instituições do Ensino Superior | Departamento de Coordenação das Instituições do Ensino Superior | Departamento de Coordenação das Instituições do Ensino Superior | Departamento de Coordenação das Instituições do Ensino Superior |                                  |                                  |                                  |                                  |  |  |  |  |  |  |  |  |  |  |                                                                     |                                                                     |                                                                     |                                                                     | Departamento de Estudantes das Instituições do Ensino Superior      | Departamento de Estudantes das Instituições do Ensino Superior      | Departamento de Estudantes das Instituições do Ensino Superior | Departamento de Estudantes das Instituições do Ensino Superior | Departamento de Estudantes das Instituições do Ensino Superior | Departamento de Estudantes das Instituições do Ensino Superior |                                          |                                          |                                          |                                          |  |  |  |  |  |  |  |  |  |  |  |  |  |  | Departamento de Cooperação, Ciências e Tecnologia do Ensino Superior | Departamento de Cooperação, Ciências e Tecnologia do Ensino Superior | Departamento de Cooperação, Ciências e Tecnologia do Ensino Superior | Departamento de Cooperação, Ciências e Tecnologia do Ensino Superior | Departamento de Cooperação, Ciências e Tecnologia do Ensino Superior | Departamento de Cooperação, Ciências e Tecnologia do Ensino Superior |  |  |  |  |                                |                                |                                |                                |                                |                                |  |  |  |  |  |  |  |  |  |  |  |  |  |  | Departamento de Assuntos Genéricos  | Departamento de Assuntos Genéricos  | Departamento de Assuntos Genéricos  | Departamento de Assuntos Genéricos  | Departamento de Assuntos Genéricos  | Departamento de Assuntos Genéricos  |  |  |  |  |  |  |  |  |                        |                        |                        |                        |                        |                        |  |  |  |  |  |  |  |  |  |  | Divisão de Recursos e Acção Social Escolar | Divisão de Recursos e Acção Social Escolar | Divisão de Recursos e Acção Social Escolar | Divisão de Recursos e Acção Social Escolar | Divisão de Recursos e Acção Social Escolar | Divisão de Recursos e Acção Social Escolar |  |  |  |  |  |  |  |  |  |  |  |  |
|  |  |  |  |  |  |                                                     |                                                     |                                                     |                                                     |                                                                 |                                                                 |                                                                 |                                                                 |                                                                 |                                                                 |                                  |                                  |                                  |                                  |  |  |  |  |  |  |  |  |  |  |                                                                     |                                                                     |                                                                     |                                                                     |                                                                     |                                                                     |                                                                |                                                                |                                                                |                                                                |                                          |                                          |                                          |                                          |  |  |  |  |  |  |  |  |  |  |  |  |  |  |                                                                      |                                                                      |                                                                      |                                                                      |                                                                      |                                                                      |  |  |  |  |                                |                                |                                |                                |                                |                                |  |  |  |  |  |  |  |  |  |  |  |  |  |  |                                     |                                     |                                     |                                     |                                     |                                     |  |  |  |  |  |  |  |  |                        |                        |                        |                        |                        |                        |  |  |  |  |  |  |  |  |  |  |                                            |                                            |                                            |                                            |                                            |                                            |  |  |  |  |  |  |  |  |  |  |  |  |
|  |  |  |  |  |  | Divisão de Garantia da Qualidade do Ensino Superior | Divisão de Garantia da Qualidade do Ensino Superior | Divisão de Garantia da Qualidade do Ensino Superior | Divisão de Garantia da Qualidade do Ensino Superior | Divisão de Garantia da Qualidade do Ensino Superior             | Divisão de Garantia da Qualidade do Ensino Superior             |                                                                 |                                                                 | Divisão de Estudos e Planeamento                                | Divisão de Estudos e Planeamento                                | Divisão de Estudos e Planeamento | Divisão de Estudos e Planeamento | Divisão de Estudos e Planeamento | Divisão de Estudos e Planeamento |  |  |  |  |  |  |  |  |  |  | Divisão de Apoio aos Estudantes das Instituições do Ensino Superior | Divisão de Apoio aos Estudantes das Instituições do Ensino Superior | Divisão de Apoio aos Estudantes das Instituições do Ensino Superior | Divisão de Apoio aos Estudantes das Instituições do Ensino Superior | Divisão de Apoio aos Estudantes das Instituições do Ensino Superior | Divisão de Apoio aos Estudantes das Instituições do Ensino Superior |                                                                |                                                                | Centro dos Estudantes do Ensino Superior                       | Centro dos Estudantes do Ensino Superior                       | Centro dos Estudantes do Ensino Superior | Centro dos Estudantes do Ensino Superior | Centro dos Estudantes do Ensino Superior | Centro dos Estudantes do Ensino Superior |  |  |  |  |  |  |  |  |  |  |  |  |  |  |                                                                      |                                                                      |                                                                      |                                                                      |                                                                      |                                                                      |  |  |  |  | Divisão Jurídica e de Tradução | Divisão Jurídica e de Tradução | Divisão Jurídica e de Tradução | Divisão Jurídica e de Tradução | Divisão Jurídica e de Tradução | Divisão Jurídica e de Tradução |  |  |  |  |  |  |  |  |  |  |  |  |  |  | Divisão Administrativa e Financeira | Divisão Administrativa e Financeira | Divisão Administrativa e Financeira | Divisão Administrativa e Financeira | Divisão Administrativa e Financeira | Divisão Administrativa e Financeira |  |  |  |  |  |  |  |  | Divisão de Informática | Divisão de Informática | Divisão de Informática | Divisão de Informática | Divisão de Informática | Divisão de Informática |  |  |  |  |  |  |  |  |  |  |                                            |                                            |                                            |                                            |                                            |                                            |  |  |  |  |  |  |  |  |  |  |  |  |